# Johann Georg Tralles
Johann Georg Tralles (* 15. Oktober 1763 in Hamburg; † 19. November 1822 in London) war ein Mathematiker und Physiker.
Tralles studierte ab 1783 an der Universität Göttingen und wurde 1785 Professor der Mathematik und Physik an der Akademie in Bern. Wernhard Huber verhalf ihm zum Ehrenbürgerrecht von Bern.
Tralles war seit 1804 Mitglied der Königlich-Preußischen Akademie der Wissenschaften und wurde 1810 Professor der Mathematik an der neu gegründeten Universität Berlin. Seit 1820 war er auswärtiges Mitglied der Bayerischen Akademie der Wissenschaften.
Er befasste sich mit der Dichtebestimmung von Flüssigkeiten mit Aräometern und schrieb „Untersuchungen über die spezifischen Gewichte der Mischungen aus Alkohol und Wasser“ (Leipzig 1812).
Der Mondkrater Tralles ist nach ihm benannt.